# Охалина, Анна Николаевна
Анна Николаевна Охалина (23 декабря 1910 год, деревня Титово, Костромская губерния — 1969 год, село Мамоново, Новосибирская область) — звеньевая семеноводческого колхоза «Льновод» Маслянинского района Новосибирской области. Герой Социалистического Труда (1949). Депутат Верховного Совета СССР 4-го созыва.

## Биография
Родилась 23 декабря 1910 года в крестьянской семье в деревне Титово Костромской губернии. Получив начальное образование, работала няней. В 1933 году вместе с мужем переехала в Сибирский край, где стала трудиться разнорабочей в колхозе «Льновод» Маслянинского района. С 1942 года возглавляла звено по выращиванию льна и зерновых культур. В 1947 году за выдающиеся трудовые достижения при выращивании льна-долгунца была награждена Орденом Ленина.
В 1948 году звено Анны Охалиной собрало на площади два гектара в среднем по 6,5 центнера волокна льна-долгунца и 7,15 семян льна с каждого гектара. Указом Президиума Верховного Совета СССР от 20 марта 1949 года за получение высоких урожаев волокна и семян льна-долгунца при выполнении колхозом обязательных поставок и контрактации по всем видам сельскохозяйственной продукции, натуроплаты за работу МТС в 1948 году и обеспеченности семян всех культур в размере полной потребности для весеннего сева 1949 года удостоена звания Героя Социалистического Труда с вручением ордена Ленина и золотой медали «Серп и Молот».
Неоднократно участвовала во Всесоюзной выставке ВДНХ в Москве. Избиралась депутатом Верховного Совета СССР 4-го созыва (1954—1958).
С 1960 по 1967 года работала поваром в детском саду.
После выхода на пенсию проживала в селе Мамоново Маслянинского района, где скончалась 25 апреля 1969 года. Похоронена в селе Мамоново.

## Награды
- Орден Ленина — дважды (19.04.1948; 20.03.1949).
- Орден Трудового Красного Знамени (29.05.1950).